# Estadio Zorros del Desierto
Das Estadio Zorros del Desierto (deutsch Stadion der Wüstenfüchse) ist ein Fußballstadion in der chilenischen Stadt Calama, Región de Antofagasta, im Norden des Landes. Es wurde am 12. November 1952 eröffnet und fasst heute 12.102 Zuschauer. Der Fußballverein CD Cobreloa trägt hier seine Heimspiele aus.